# Cinq forces
Pour les articles homonymes, voir Bala.
Les Cinq forces (sanskrit, pāli: pañca bala) dans le bouddhisme sont la foi, l'effort, la pleine conscience, la concentration, et la sagesse. Elles appartiennent aux Trente-sept éléments de l'Éveil et sont l'aspect inébranlable des cinq facultés spirituelles.